# Sven Lefkowitz
Sven Lefkowitz (* 14. August 1968 in Werther (Westf.)) ist ein deutscher Politiker (SPD). Er war im Zeitraum vom 8. Juni 2019 bis zum Ablauf der 17. Wahlperiode Mitglied des rheinland-pfälzischen Landtages.

## Biographische Angaben zur Person
Sven Lefkowitz ist seit seiner frühen Jugend wohnhaft in Neuwied. Er ist evangelisch, hat eine Tochter und ist staatlich anerkannter Altenpfleger. Er hat einige Weiterbildungen in diesem Bereich absolviert und ist unter anderem Sozial-Betriebswirt (FWIA).

## Ausbildung und beruflicher Werdegang
Nach seinem Abitur 1989 am Werner-Heisenberg-Gymnasium Neuwied absolvierte Lefkowitz bis 1991 seinen Zivildienst. Zwischen 1991 und 1999 studierte er an der Universität Bonn und der FernUniversität Hagen die Fächer Politikwissenschaften, Soziologie und Pädagogik (ohne Abschluss).
Von 1992 bis 1996 arbeitete er als Pflegehelfer in der Landesnervenklinik Andernach. Es folgten drei Jahre als Arbeiter im Frachtzentrum Neuwied der Deutschen Post AG. Im Jahre 1999 zog es Lefkowitz wieder in den Pflegebereich, sodass er bis 2003 als Pflegehelfer in der Senioren-Residenz Linz GmbH Sankt Antonius arbeitete und parallel eine berufsbegleitende Ausbildung zum staatlich anerkannten Altenpfleger absolvierte. In der Senioren-Residenz in Linz war Lefkowitz zudem von 2000 bis 2006 Betriebsratsvorsitzender. Zwischen 2003 und 2004 bildete er sich zum Wohnbereichsleiter fort; von 2004 bis 2006 folgte eine zweijährige Weiterbildung zum Pflegedienstleiter. Von 2003 bis 2007 war Lefkowitz stellvertretender Wohnbereichsleiter in der Senioren-Residenz Linz, von 2007 bis 2008 Wohnbereichsleiter des AWO-Seniorenzentrums Saaler Mühle in Bergisch Gladbach und von 2008 bis 2011 wieder Pflegedienstleiter in der Senioren-Residenz in Linz. Er bildete sich 2010 zum Sozial-Betriebswirt (FWIA) fort. Von 2012 bis 2019 war er Einrichtungsleiter.
Am 8. Juni 2019 rückte Lefkowitz für den ausgeschiedenen Abgeordneten Fredi Winter in den rheinland-pfälzischen Landtag nach. Die Mandatszeit endete mit Ablauf der 17. Wahlperiode.
Nach seinem Ausscheiden aus dem Landtag nahm er erneut eine Stelle als Einrichtungsleiter einer Seniorenresidenz in Neuwied an, 2022 wechselt er zu einem kirchlichen Träger und leitete bis 2024 eine Einrichtung in Vallendar. Seit dem 1. Juli 2024 ist er zentraler Ansprechpartner in der Ombudsstelle Pflege des Landes Rheinland-Pfalz.

## Abgeordneter – Politische und gesellschaftliche Funktionen
Seit 1992 ist Lefkowitz Mitglied der SPD.
Gewähltes Mitglied des Stadtrates von Neuwied ist er seit 1994, zudem ist er seit 2009 Mitglied des Kreistags des Landkreises Neuwied. Seit 2012 ist er Fraktionsvorsitzender der SPD-Stadtratsfraktion Neuwied und seit 2019 stellvertretender Fraktionsvorsitzender der SPD-Kreistagsfraktion Neuwied. Von 1996 bis 2015 und von 2023 bis September 2024 war Lefkowitz Vorsitzender seines heimischen SPD-Ortsvereins Heddesdorf. Seit 1994 gehört er zudem in unterschiedlichen Positionen dem Kreisvorstand der SPD Neuwied an, aktuell ist er Beisitzer im Vorstand.
Am 8. Juni 2019 folgte er dem ausgeschiedenen Abgeordneten Fredi Winter für den Wahlkreis 4 in den rheinland-pfälzischen Landtag. Lefkowitz war bis zum Ablauf der 17. Wahlperiode ordentliches Mitglied im Ausschuss für Soziales und Arbeit, in der Enquete-Kommission Tourismus sowie im Petitionsausschuss. Stellvertretendes Mitglied war er im Ausschuss für Umwelt, Energie, Ernährung und Forsten, im Ausschuss für Wirtschaft und Verkehr sowie in der Strafvollzugskommission.
Bei der Kommunalwahl 2024 wurde Lefkowitz erneut in den Neuwieder Stadtrat und Kreistag gewählt, zudem ist er in Urwahl der erste Ortsvorsteher seines Neuwieder Heimatstadtteils Heddesdorf geworden.
Im Dezember 2024 wurde Lefkowitz als Kandidat der SPD für die Neuwieder Oberbürgermeisterwahl am 23. Februar 2025 nominiert. Er erreichte rund 27,1 Prozent der abgegebenen Stimmen und unterlag damit Amtsinhaber Jan Einig (CDU).

## Ehrenamtliches Engagement und Tätigkeiten
Lefkowitz ist aktives Mitglied in zahlreichen örtlichen Vereinen und Verbänden. Er ist Vorsitzender des VdK-Ortsverbands Heddesdorf und des Evangelischen Vereins Heddesdorf.